# Louise Abbéma

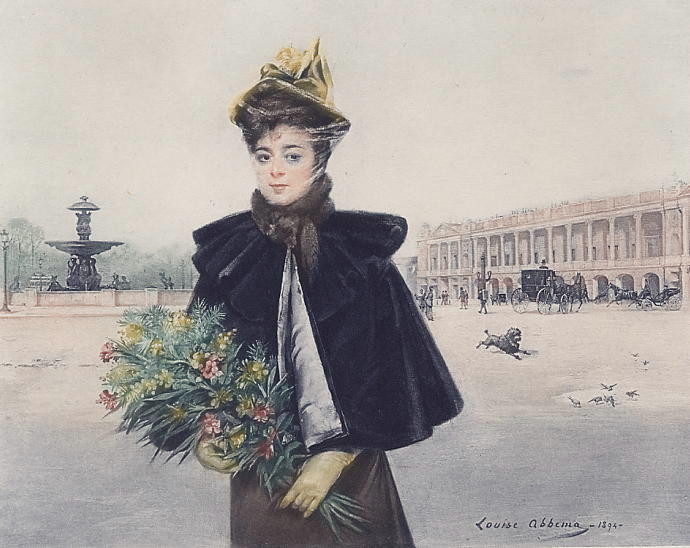
Aprilmorgon (1894).

Louise Abbéma, född 30 oktober 1853 i Étampes, Frankrike, död 1927 i Paris, var en fransk målare under impressionismen.
Abbéma började måla i yngre tonåren och studerade för bemärkta personer som Charles Joshua Chaplin, Jean-Jacques Henner och Carolus-Duran. Hon fick erkännande för porträttmålningen av skådespelerskan Sarah Bernhardt. Hon fortsatte att porträttera berömda personer under sin samtid, men målade också paneler och förskönade väggar (som exempelvis Paris stadshus). Hon ställde ofta ut sin konst på Salongen i Paris. Hennes specialitet var oljemålning och akvareller, ofta skildrat med blommor. Förutom konstnär var hon en aktiv bidragsgivare till tidningarna Gazette des Beaux-Arts och L'Art. Hon mottog under sitt liv många priser och hennes verk har på nytt fått uppmärksamhet.